# Шипулин, Дмитрий Аркадьевич
Дмитрий Аркадьевич Шипулин (1911, Харьков — не ранее 1971) — украинский советский политический деятель, железнодорожник, машинист-инструктор локомотивного депо станции Купянск-Сортировочная Харьковской области. Депутат Верховного Совета СССР 6-7-го созывов.

## Биография
Родился в рабочей семье. До 1927 года учился в начальной школе. С 1927 года ученик слесаря школы фабрично-заводского обучения. С 1929 года слесарь по ремонту паровозов Купянского паровозного депо.
Образование неполное среднее. В 1932 году окончил механический техникум.
С 1932 по 1933 год работал помощником машиниста Купянского паровозного депо Харьковской области.
В 1933—1936 годах служба на военно-морском флоте СССР, сержант.
В 1936—1939 годах машинист, в 1939—1941 годах — машинист-инструктор паровозного депо станции Купянск Харьковской области.
С 1941 по 1945 год — на военно-морском флоте СССР, участник Великой Отечественной войны. Служил на Черноморском флоте машинистом военного транспорта «Красная Молдавия», участник обороны Севастополя и Одессы.
Член ВКП(б) с 1942 года.
С 1946 года машинист-инструктор паровозного (локомотивного) депо станции Купянск-Сортировочная Южной железной дороги Харьковской области.
С 1962 по 1970 г. — депутат Верховного совета СССР.
Потом на пенсии.

## Награды
- Орден «Знак Почёта»
- орден Отечественной войны II в. (6.11.1985)
- Медаль «За оборону Одессы»
- Медаль «За оборону Севастополя» и др.
- Два знака «Почетному железнодорожнику»
- Знак «Отличный паровозник»